# Тулуза-14
Тулуза-14 (фр. Toulouse-14, окс. Tolosa-14) — кантон во Франции, находится в регионе Юг — Пиренеи, департамент Верхняя Гаронна. Входит в состав округа Тулуза.
Код INSEE кантона — 3149. Всего в состав кантона Тулуза-14 входит 8 коммун, из них главной коммуной является Тулуза.

## Население
Население кантона на 2011 год составляло 57 910 человек.
| 1968 | 1975   | 1982   | 1990   | 1999   | 2006   | 2011   |
| ---- | ------ | ------ | ------ | ------ | ------ | ------ |
| 9937 | 15 771 | 19 038 | 25 892 | 31 818 | 52 373 | 57 910 |

## Коммуны кантона
| Коммуна          | Население, чел. (2010) | Код INSEE | Почтовый индекс                          |
| ---------------- | ---------------------- | --------- | ---------------------------------------- |
| Ганьяк-сюр-Гарон | 2952                   | 31205     | 31150                                    |
| Кастельжинес     | 8745                   | 31116     | 31780                                    |
| Лонаге           | 7149                   | 31282     | 31140                                    |
| Окамвиль         | 8049                   | 31022     | 31140                                    |
| Сент-Альбан      | 5634                   | 31467     | 31140                                    |
| Тулуза           | 441 802                | 31555     | 31000, 31100, 31200, 31300, 31400, 31500 |
| Фенуйе           | 5166                   | 31182     | 31150                                    |
| Фонбозар         | 2764                   | 31186     | 31140                                    |